# Frida Wattenberg
Frida Wattenberg, née le 7 avril 1924 à Paris et morte dans la même ville le 3 avril 2020, est une résistante française.

## Biographie
Frida Wattenberg naît le 7 avril 1924 de parents juifs venus de Pologne. Elle grandit dans le quartier juif du Marais à Paris et rejoint le mouvement de l’Hachomer Hatzaïr à la fin des années 1930. Durant la Seconde Guerre mondiale, elle adhère à la cellule gaulliste du lycée Victor-Hugo à Paris et participe au collage d’affiches dans toutes les classes pour appeler à la Résistance le 11 novembre 1940.
Elle rejoint en 1941 l’Œuvre de secours aux enfants (OSE), pour laquelle elle fabrique de faux papiers.
Sa mère est arrêtée lors de la rafle du Vel d’Hiv et internée au camp de Drancy. Frida parvient à obtenir sa libération en prouvant qu’elle travaille dans un atelier fournissant des vêtements à l’armée allemande. Son père, Hersz Smietanski, est déporté le 9 février 1943 par le convoi 46.
En 1943, elle se rend à Grenoble, en zone d’occupation italienne, où elle entre dans la résistance juive. Elle accompagne des groupes d’enfants à Annecy et organise leur passage en Suisse. Mutée ensuite à Toulouse, elle rejoint l’organisation de résistance de l’Armée juive.
Après la Libération, elle travaille à l'Œuvre de protection des enfants juifs (OPEJ) dont l'objet est d'accueillir et protéger des enfants ayant perdu leurs parents en déportation. Elle milite également en faveur de la création de l'État d'Israël. Frida Wattenberg continuera toute sa vie son travail de témoignage auprès notamment des jeunes générations.
Frida Wattenberg meurt du Covid-19 le 3 avril 2020 à l’âge de 95 ans.

## Décorations
- Chevalier de la Légion d'honneur[2]
- Chevalier de l'ordre national du Mérite[2]

### Vidéogrammes
- Hommage à Frida Wattenberg sur le site du Mémorial de la Shoah
- La montée du nazisme Frida Wattenberg. entretiens.ina.fr.